# Edpercivalia cassicola
Edpercivalia cassicola là một loài Trichoptera trong họ Hydrobiosidae. Chúng phân bố ở miền Australasia.